# Masacre de Olot
El tiroteo de Olot o la masacre de Olot fue un asesinato múltiple que ocurrió la mañana del 15 de diciembre de 2010 en el pueblo del mismo nombre, ubicado en la provincia de Gerona, Cataluña, España. Murieron cuatro personas. El asesino disparó primero a dos empresarios de la construcción en un bar y, posteriormente, tras conducir, liquidó a dos empleados bancarios en una sucursal cercana. Todos murieron en el acto. En un principio se dijo que el crimen tuvo un móvil económico, aunque esto luego fue desmentido por la policía.

## Antecedentes
Pere Puig Puntí, soltero que vivía con su padre octogenario y albañil de profesión (de hecho fue el "peón de confianza" de los asesinados durante más de 20 años), tenía 57 años cuando debido a la grave crisis que atravesaba el país, le comunicaron que iba a ser despedido ya que la empresa no podía hacerse cargo de su sueldo (de hecho, ya le debían algunas mensualidades). Muy aficionado a la caza (sobre todo de jabalíes), tenía de forma legal un rifle de caza mayor desde 1993 y había superado de forma satisfactoria los preceptivos test de psicología (el último en 2010). Llamaba la atención de los vecinos por sus particularidades; de hecho, muchos días, tras el trabajo, se disfrazaba de 'sheriff' y caminaba por las calles de la localidad con un sombrero, una pistola de juguete y una estrella en el pecho y en general era considerado como "extraño y solitario".

## El tiroteo
El asesino, que había planificado la matanza durante días, siguió el plan sin inmutarse y seleccionó a sus víctimas. Primero acudió el 14 de diciembre de 2010 en torno a las 8:30 de la mañana hacia un bar y tras cruzar unas palabras con otro vecino; "hace frío, eh?" le comentó el vecino, a lo que Pere contestó: "dentro de nada voy a entrar en calor";  irrumpió en el bar La Cuina de l'Anna (en La Caña) a las 9:10, donde desayunaban Joan Tubert, de 62 años, y Àngel Tubert, de 35, padre e hijo y propietarios de la empresa Construccions Tubert S.L., en la que estaba contratado el autor de los disparos hasta su despido. Y sin mediar palabra, disparó primero contra el padre y después contra el hijo matándolos instantáneamente. En el bar había otros nueve clientes, pero Puig sólo encontró allí a dos de los que quería matar. Posteriormente se  reveló que el albañil tenía en su lista a otro trabajador de la empresa y a una cuarta persona cercana al entorno de los propietarios del bar pero no estaban en aquel momento.
Después, tras salir del restaurante, el homicida se subió a su todoterreno Suzuki azul y recorrió a toda prisa la poca distancia que separa el restaurante de una oficina de la Caja del Mediterráneo (CAM), donde había tres trabajadores de la entidad bancaria, aunque ningún cliente. Llegó hacia las 09.21 horas y armado con el mismo rifle, disparó mortalmente a dos empleados -Anna Pujol, de 56 años, y Rafael Turró, de 46-, que fallecieron en el acto, sin que los servicios de emergencia pudieran hacer nada para salvarles la vida. La tercera empleada, que en aquel momento se encontraba en un despacho, salió finalmente ilesa. Al parecer acudió allí porque tenía deudas con el banco y una orden de desahucio.

## Detención
Puig se entregó a una patrulla de la policía local justo cuando salía de la oficina bancaria. Todavía estaba armado con el rifle, aunque éste apuntaba al suelo. La patrulla policial vio su coche aparcado en doble fila a las puertas de la CAM y, al ponerle la multa, apareció Puig, quien se entregó sin oponer resistencia tras afirmar que "Acababa de matar a cuatro personas" y "Yo ya estoy satisfecho", les dijo antes de entregarse. En el momento de entregarse, aunque su rifle apuntaba hacia el suelo, uno de los agentes desenfundó su arma reglamentaria y se le escapó un disparo fortuito  pero por suerte la bala se incrustó en la fachada de una funeraria, sin causar heridos. Por último, los agentes le detuvieron sin resistencia muy cerca de la residencia geriátrica La Caritat, donde semanas atrás había sido detenido el celador Joan Vila, sospechoso de haber matado a 11 ancianos a lo largo de un año haciéndoles ingerir lejía y otros productos tóxicos.

## Consecuencias
El Ayuntamiento de Olot, en un pleno extraordinario, decretó tres días de duelo en recuerdo de las víctimas, mientras que el alcalde, Lluís Sacrest, calificó de "brutal e inexplicable" la matanza y lamentó que "este mundo creado entre todos crea situaciones de desequilibrio en las mentes de las personas que nos convierten en una sociedad muy frágil". 
Este cuádruple crimen sitúa a Olot como la capital de la crónica negra en Cataluña, ya que esta pequeña población, tras dejar atrás el histórico secuestro de la farmacéutica María Angels Feliu, que estuvo 492 días cautiva a mediados de los noventa, descubrió pocas semanas antes de esta matanza que Joan Vila Dilmé, un celador de un geriátrico local, era un ángel de la muerte tras matar al menos a once ancianos, a los que envenenó aprovechándose de su indefensión.
El 26 de junio de 2018 Pere Puig Puntí falleció a consecuencia de un cáncer, en el hospital penitenciario de Tarrasa (Barcelona), donde cumplía condena. Antes de su muerte, redactó una carta a los familiares donde pedía disculpas y se mostraba realmente arrepentido por los crímenes.